# Berliner Morgenpost
Berliner Morgenpost är en tysk dagstidning som ges ut som regional morgontidning i Berlin.  
Tidningen har en såld upplaga på 115 260 exemplar, med i genomsnitt omkring 360 000 läsare dagligen, och är därmed Berlins näst största abonnemangsdagstidning efter Berliner Zeitung.  Tidningen var och är fortfarande den mest lästa morgontidningen i Västberlin men har under senare år tappat läsarandel i det återförenade Berlin.
Berliner Morgenpost grundades 1898 av Leopold Ullstein som en del av Ullstein-Verlag. Den tvångsariserades på 1930-talet under Nazityskland, och gavs ut som ett nazistiskt partiorgan under andra världskriget.  Mellan 1945 och 1952 var tidningen indragen, till dess att utgivningen återupptogs av Ullstein-arvingen Rudolf Ullstein med tillstånd av det Allierade kontrollrådet.  
Tidningen är politiskt oberoende konservativ och ingick mellan 1959 och 2013 i tidningskoncernen Axel Springer Verlag. Sedan 2013 ägs tidningen av Funke Mediengruppe. Redaktionshuset ligger vid Kurfürstendamm i Charlottenburg i västra Berlin.